# Rienznocht
Rienznocht (dialektal für Rienznacht) ist das vierte Studioalbum der Südtiroler Folk-Band Titlá und das erste und einzige, das im Rahmen des temporären Projekts Titlá & do Goiapui in Zusammenarbeit mit dem Toblacher Mundartdichter Wolfgang Sebastian Baur (genannt Goiapui) entstand. Es erschien 2010, zwei Jahre nach Veröffentlichung des letzten Albums, bei Edition Goiapui.

## Hintergrund
Mit dem Toblacher Mundartdichter Wolfgang Sebastian Baur, genannt Goiapui, hatten Titlá bereits für das letzte Album Laasn zusammengearbeitet. In der Folge beschlossen sie eine weitergehende Zusammenarbeit im temporären Projekt Titlá & do Goiapui. Die erste Idee dazu hatten sie Ende Juni 2010, die Arbeit am Album dauerte vier Monate. Rienznocht enthält ausschließlich Texte des Dichters, hauptsächlich aus seinen 2007 und 2009 erschienen Gedichtbänden, die er teilweise für die Vertonung umgearbeitet oder in einem Fall eigens verfasst hat.
Das Album erschien in Berlin in der Edition Goiapui, Baurs Eigenverlag. Wie die übrigen Titlá-Alben und wie Baurs Gedichtbände entstand das Album mit Unterstützung der Südtiroler Landesregierung.

## Inhalte und Besonderheiten
Im Unterschied zu den übrigen Alben der Band enthält Rienznocht überwiegend Lieder und nur vier instrumentale Stücke.

### Lieder
Das titelgebende Gedicht und Lied Rienznocht trug ursprünglich (in In olla Forrbm Liewe) den Titel Bochnocht („Bachnacht“) und wurde von Herman Kühebacher vertont. Auch Herwischt („Herbst“) stammt aus demselben Gedichtband und wurde von Kühebacher vertont. Peter Paul Hoffmann vertonte das Aahornliet („Ahornlied“) und Peter Riffeser das Lied Schlouf inn mai Kint („Schlaf ein mein Kind“), ebenfalls beide aus In olla Forrbm Liewe. Toni Taschler schrieb die Musik zu In olla Forrbm Liewe („In allen Farben Liebe“), Gea mit mier in die Schtaudn („Geh mit mir in die Stauden“), Et lugg loddn („Nicht locker lassen“), Haamat („Heimat“) und Uune dii Rosmarii („Ohne dich Rosmarie“) aus In olla Forrbm Liewe, sowie zu Wenn do Wint waat („Wenn der Wind weht“) und Wertagiwont („Werktaggewand“) aus Puschtra Mund Art. Überdies vertonte er das neue Gedicht Du pisch a frischo Schnea („Du bist ein frischer Schnee“), das von Wolfgang Sebastian Baur alleine gesungen wird.

### Instrumentale Stücke
Das Stück Jodlair (zusammengesetzt aus Jodler und Air) stammt von Peter Riffeser. Das Stück Feirtagiwont („Feiertaggewand“) von Toni Taschler dient als instrumentale Einleitung zum A-cappella-Lied Wertagiwont. Ebenfalls von Taschler stammt die Existenzpolka. Peter Paul Hoffmanns Instrumentalbeitrag ist das längere Stück Oftamo tut s aanfoch la reggn („Manchmal regnet es einfach“).

## Titelliste
Sämtliche Texte stammen von Wolfgang Sebastian Baur.
| Nr.          | Titel                                        | Musik              | Länge |
| ------------ | -------------------------------------------- | ------------------ | ----- |
| 1.           | Herwischt                                    | Herman Kühebacher  | 2:38  |
| 2.           | In olla Forrbm Liewe                         | Toni Taschler      | 3:45  |
| 3.           | Gea mit mier in di Schtaudn                  | Toni Taschler      | 3:03  |
| 4.           | Jodlair (Instrumental)                       | Peter Riffeser     | 2:40  |
| 5.           | Wenn do Wint waat                            | Toni Taschler      | 3:20  |
| 6.           | Aahornliet                                   | Peter Paul Hofmann | 3:30  |
| 7.           | Rienznocht                                   | Herman Kühebacher  | 2:42  |
| 8.           | Existenzpolka (Instrumental)                 | Toni Taschler      | 2:32  |
| 9.           | Du pisch a frischo Schnea                    | Toni Taschler      | 2:30  |
| 10.          | Et lugg loddn                                | Toni Taschler      | 3:02  |
| 11.          | Oftamo tut s aanfoch la reggn (Instrumental) | Peter Paul Hofmann | 3:40  |
| 12.          | Haamat                                       | Toni Taschler      | 3:21  |
| 13.          | Uune dii Rosmarii                            | Toni Taschler      | 2:20  |
| 14.          | Fairtagiwont (Instrumental)                  | Toni Taschler      | 0:50  |
| 15.          | Wertagiwont                                  | Toni Taschler      | 2:12  |
| 16.          | Schlouf inn mai Kinnt                        | Peter Riffeser     | 3:42  |
| Gesamtlänge: | Gesamtlänge:                                 | Gesamtlänge:       | 46:22 |

## Rezeption
Markus Larcher schrieb im Wochenmagazin ff, Wehmut sei „in Sachen Liebe selbstredend ein ergiebiger Eintopf“ und es sei deshalb „nur naheliegend, dass sich die fünf Titlá-Musiker weidlich daraus bedienen“. Obwohl „der wehmütige Reigen zuweilen von beschwingteren Instrumentalstücken aufgemischt“ werde, wolle „die Schwere als Grundstimmung … nicht recht weichen“ und die Liebe traue sich „für die gestandenen Mannsbilder nur ganz selten auch zu schweben.“
Barbara Raich beschrieb die CD im Internetportal Südtirol Online als „melancholisch und heiter zugleich“. Die Musik erhalte durch „die typischen Titlá-Instrumente … eine ganz eigene Note.“